# Lamborghini V10
El Lamborghini V10 es un motor de combustión interna que ha sido desarrollado para los automóviles superdeportivos de acceso del fabricante italiano Lamborghini. Su producción comenzó en 2003 cuando el bloque fue utilizado en el Gallardo. Este es el tercero desarrollado por el fabricante y el primero desarrollado por la empresa después de que fuese adquirida por el Grupo Volkswagen (VAG). También ha sido desarrollado por el departamento de Investigación y desarrollo del grupo Lamborghini, aunque se construye en la fábrica de Audi en Győr, Hungría, en tanto que el montaje final se realiza en la fábrica de Lamborghini en Sant'Agata Bolognese, Italia, conservando así su total esencia.

## Contexto

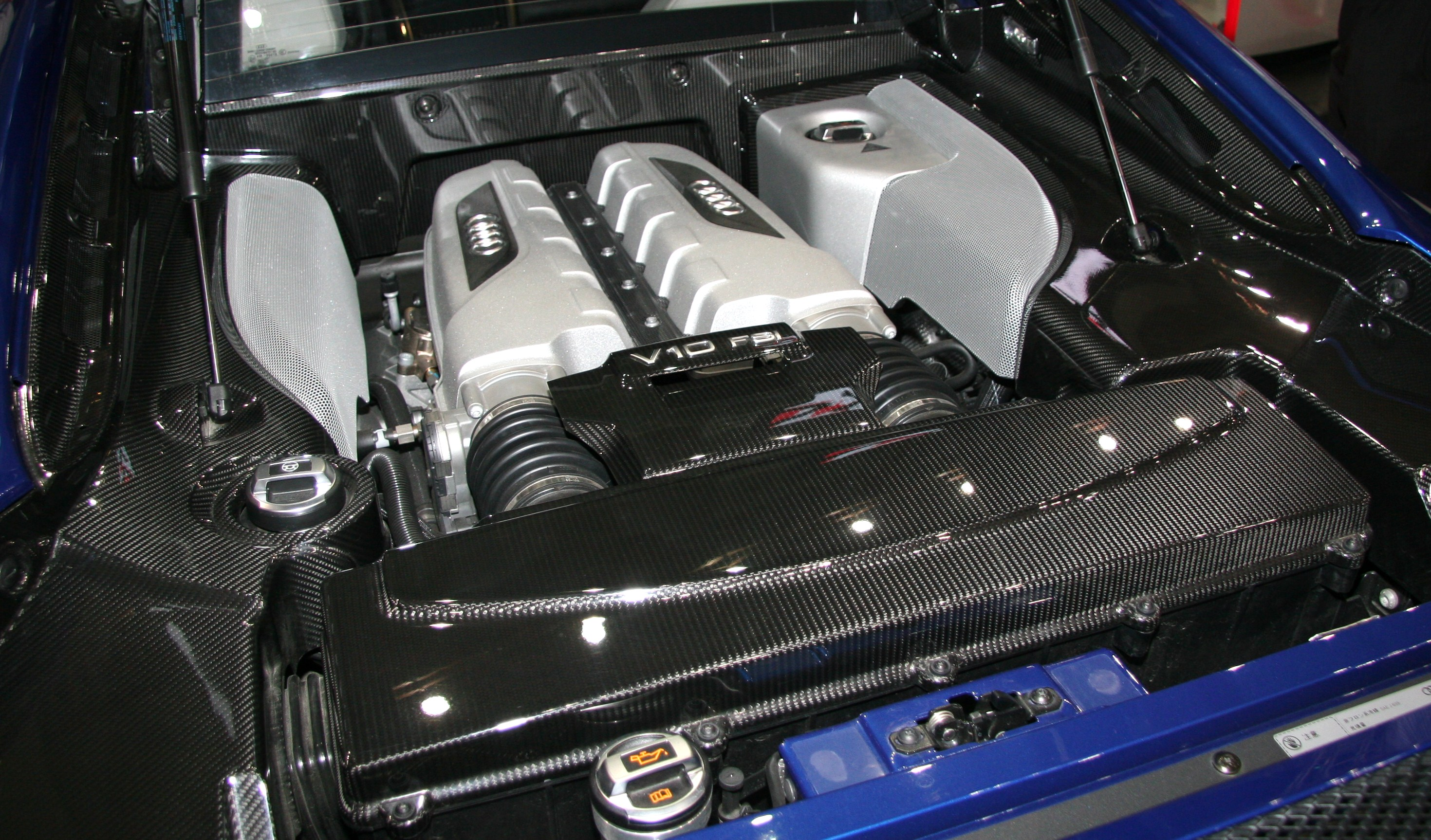
Motor de un Audi R8 V10 FSI

Se trata de un motor V10 a 90° que es inusual para esta particular configuración de los cilindros. Fue elegido para mantener el centro de gravedad en la parte baja. Por la misma razón se utiliza un sistema de lubricación por cárter seco.
Tras el Gallardo, ha sido utilizado para modelos como el Huracán, Huracán Spyder, Huracán Performante, tanto Coupé como Spyder y para la versión más nueva de este modelo conocida como Huracán EVO Coupé y Spyder.
Se ha utilizado con diferentes configuraciones de potencia y tracción siendo LP de "Longitudinale Posteriore", por su posición en el coche. Las primeras tres cifras refiriéndose a la potencia y finalmente 2 si se trata de tracción trasera o 4 si se trata de tracción en las cuatro ruedas.
Siendo la primera el Gallardo LP-560-4, después Gallardo Superleggera LP-570-4 para más adelante dar paso a los primeros Huracán LP-580-2 tracción trasera, Huracán LP-610-4 Huracán Spyder, LP-640-4 en la versión más enfocada para el circuito, el Huracán Performante, tome nota de que el Huracán EVO AWD y Spyder usan esta misma motorización. Finalmente y lanzado en 2019, el LP-640-2, la versión tracción trasera de los modelos Huracán EVO y Huracán EVO Spyder.
Automobili Lamborghini S.p.A. forma parte del Grupo VAG, por lo que este mismo V10 ha sido utilizado en ocasiones por la marca Audi, también perteneciente al Grupo VAG, concretamente en los modelos S6 C6 y en el Audi R8.
También existe la especulación de que el bloque del V10 es tomado de referencia para el motor V8 de 4163 cm³ (4,2 litros) que Audi produce para sus automóviles de lujo, aunque las culatas son exclusivas de Lamborghini, utilizando la disposición a cuatro válvulas por cilindro favorecida por la marca italiana, en lugar de la variación de las cinco válvulas por cilindro utilizada por las marcas que son miembros del Grupo Volkswagen (VAG), incluyendo Audi y Volkswagen.

## Especificaciones

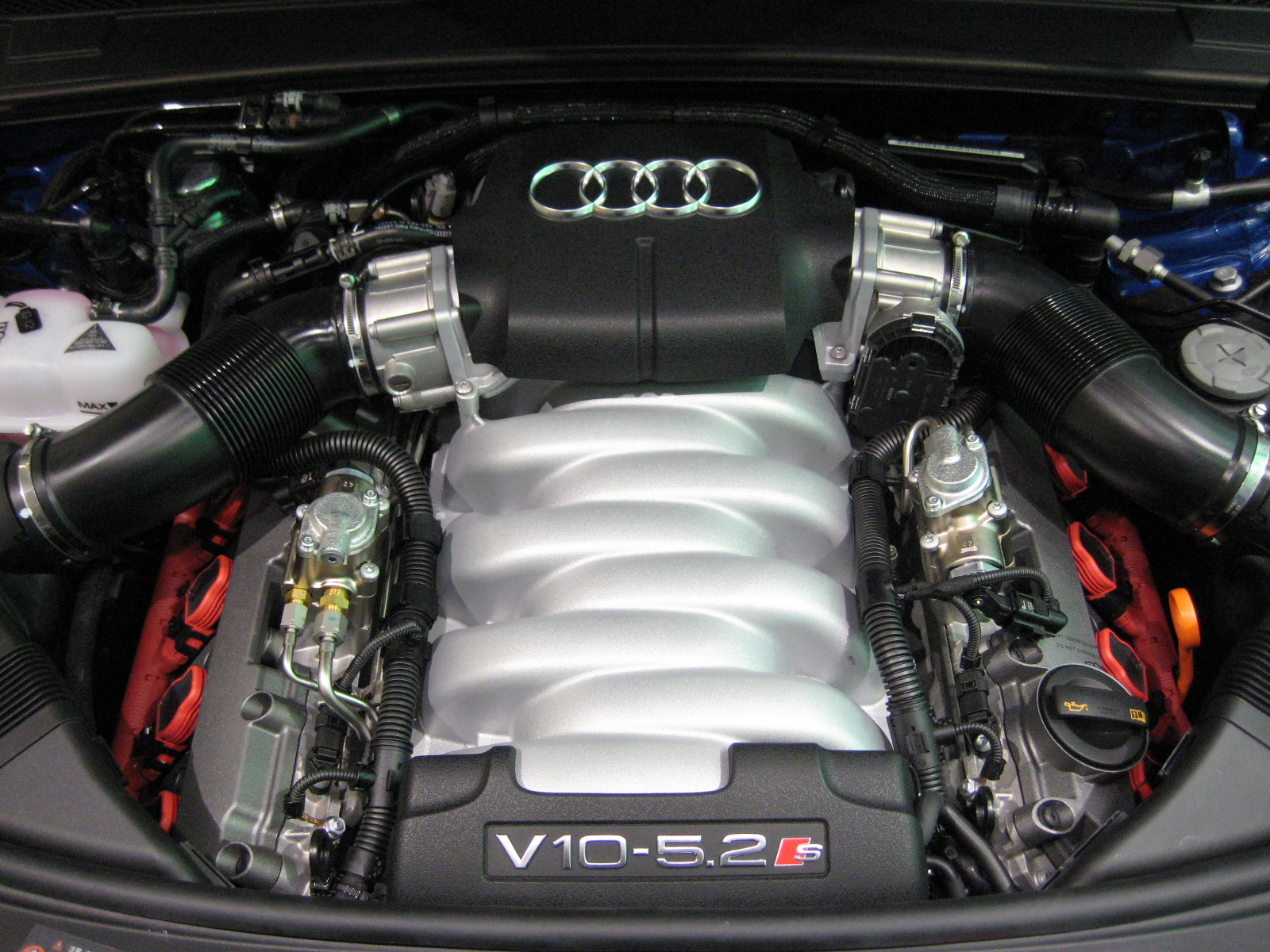
V10 en un Audi S6 C6

| Cilindrada                   | Potencia máxima                    | Par máximo                                       | Aplicaciones                                              |
| ---------------------------- | ---------------------------------- | ------------------------------------------------ | --------------------------------------------------------- |
| 4961 cm³ (5 L; 302,7 plg³)   | 500 CV (493 HP; 368 kW) @ 7800 rpm | 510 N·m (376 lb·pie) @ 4500 rpm                  | Gallardo 2003                                             |
| 4961 cm³ (5 L; 302,7 plg³)   | 520 CV (513 HP; 382 kW) @ 8000 rpm | 510 N·m (376 lb·pie) @ 4500 rpm                  | Gallardo SE                                               |
| 4961 cm³ (5 L; 302,7 plg³)   | 530 CV (523 HP; 390 kW) @ 8000 rpm | 510 N·m (376 lb·pie) @ 4500 rpm                  | Gallardo Superleggera                                     |
| 5204 cm³ (5,2 L; 317,6 plg³) | 435 CV (429 HP; 320 kW) @ 6800 rpm | 540 N·m (398 lb·pie) @ 3000-4000 rpm             | Audi S6 C6                                                |
| 5204 cm³ (5,2 L; 317,6 plg³) | 450 CV (444 HP; 331 kW) @ 7000 rpm | 540 N·m (398 lb·pie) @ 3500 rpm                  | Audi S8                                                   |
| 5204 cm³ (5,2 L; 317,6 plg³) | 525 CV (518 HP; 386 kW) @ 8000 rpm | 530 N·m (391 lb·pie) @ 6500 rpm                  | Audi R8 5.2 FSI Quattro                                   |
| 5204 cm³ (5,2 L; 317,6 plg³) | 540 CV (533 HP; 397 kW) @ 8250 rpm | 540 N·m (398 lb·pie) @ 6500 rpm                  | Audi R8 2015                                              |
| 5204 cm³ (5,2 L; 317,6 plg³) | 550 CV (542 HP; 405 kW) @ 8000 rpm | 540 N·m (398 lb·pie) @ 6500 rpm                  | LP550-2 Valentino Balboni                                 |
| 5204 cm³ (5,2 L; 317,6 plg³) | 560 CV (552 HP; 412 kW) @ 8000 rpm | 540 N·m (398 lb·pie) @ 6500 rpm                  | Gallardo LP560-4 Audi R8 GT                               |
| 5204 cm³ (5,2 L; 317,6 plg³) | 570 CV (562 HP; 419 kW) @ 8000 rpm | 540 N·m (398 lb·pie) @ 6500 rpm                  | Gallardo LP570-4 Superleggera Sesto Elemento Audi R8 2019 |
| 5204 cm³ (5,2 L; 317,6 plg³) | 580 CV (572 HP; 427 kW) @ 8000 rpm | 540 N·m (398 lb·pie) @ 6500 rpm                  | Huracán LP580                                             |
| 5204 cm³ (5,2 L; 317,6 plg³) | 600 CV (592 HP; 441 kW) @ 8000 rpm | 540 N·m (398 lb·pie) @ 6500 rpm                  | Gallardo LP600+ GT3                                       |
| 5204 cm³ (5,2 L; 317,6 plg³) | 610 CV (602 HP; 449 kW) @ 8250 rpm | 560 N·m (413 lb·pie) @ 6500 rpm                  | Huracán LP610-4 Audi R8 V10 Plus                          |
| 5204 cm³ (5,2 L; 317,6 plg³) | 620 CV (612 HP; 456 kW) @ 8250 rpm | 570 a 580 N·m (420 a 428 lb·pie) @ 6500-6600 rpm | Huracán Super Trofeo EVO Audi R8 Decennium                |
| 5204 cm³ (5,2 L; 317,6 plg³) | 640 CV (631 HP; 471 kW) @ 8250 rpm | 600 N·m (443 lb·pie) @ 6500 rpm                  | Huracán LP640-4 Performante                               |
| 5204 cm³ (5,2 L; 317,6 plg³) | 640 CV (631 HP; 471 kW) @ 8000 rpm | 565 N·m (417 lb·pie) @ 6500 rpm                  | Huracán LP640-4 STO                                       |